# 罗伯托·德泽尔比
罗伯托·德泽尔比（義大利語：Roberto De Zerbi，1979年6月6日—）是一名意大利职业足球教練和前球员，曾担任进攻中场。他是法甲联赛俱乐部馬賽的主教练。

## 球員生涯
2002-03年羅伯托·德澤爾比效力於福贾，幫助球隊在聯賽獲得第1名，個人打進10進球。

## 教練生涯
德澤爾比自2021年5月25日開始執教頓內次克礦工，成為俱樂部歷史上第34任主教練。在德澤爾比的執教下，球隊共踢了30場比賽，戰績為20勝5平5負。
在德澤爾比幫助下，球隊通過歐冠資格賽進入小組賽階段。9月在3-0擊敗基輔迪納摩之後，頓內次克礦工舉起烏克蘭超級盃，這是俱樂部賽季第一座也是唯一一座獎杯。烏克蘭聯賽停賽時，球隊拿到一波8連勝，以47分排名榜首，並在繼續爭奪烏克蘭盃。
2022年7月11日，頓內次克礦工官方宣佈，俱樂部與主教練德澤爾比共同決定，結束雙方的合作關係。
2022年9月19日，布莱顿官方宣佈，德澤爾比成為球隊新任主教練。
2024年5月19日，布萊頓官方宣佈，將於德澤爾比結束雙方合作關係，並於2024年5月19日德澤爾比執教布萊頓最後一場。

## 榮譽

### 執教生涯
福贾
- 意大利丙級聯賽盃冠军：2015–16

頓內次克礦工
- 烏克蘭超級盃冠军：2021

## 外部連結
- fussballdaten.de：罗伯托·德泽尔比之統計數據 （德文）